# Чарня (гміна Чарня)
Чарня (пол. Czarnia) — село в Польщі, у гміні Чарня Остроленцького повіту Мазовецького воєводства.
Населення — 435 осіб (2011).
У 1975-1998 роках село належало до Остроленцького воєводства.

## Демографія
Демографічна структура станом на 31 березня 2011 року:
|          | Загалом | Допрацездатний вік | Працездатний вік | Постпрацездатний вік |
| -------- | ------- | ------------------ | ---------------- | -------------------- |
| Чоловіки | 204     | 46                 | 143              | 15                   |
| Жінки    | 231     | 54                 | 134              | 43                   |
| Разом    | 435     | 100                | 277              | 58                   |